# Vipera
Vipera – rodzaj jadowitych węży z podrodziny żmij (Viperinae) w rodzinie żmijowatych (Viperidae).

## Zasięg występowania
Rodzaj obejmuje gatunki występujące w Afryce (Tunezja, Algieria i Maroko) i Eurazji (Wielka Brytania, Portugalia, Gibraltar, Hiszpania, Andora, Monako, Francja, Belgia, Holandia, Niemcy, Dania, Norwegia, Szwecja, Finlandia, Estonia, Łotwa, Litwa, Białoruś, Ukraina, Polska, Czechy, Słowacja, Austria, Liechtenstein, Szwajcaria, Włochy, San Marino, Słowenia, Węgry, Chorwacja, Bośnia i Hercegowina, Czarnogóra, Albania, Grecja, Macedonia, Bułgaria, Serbia, Rumunia, Mołdawia, Rosja, Gruzja, Armenia, Azerbejdżan, Turcja, Iran, Uzbekistan, Kazachstan, Mongolia, Chiny, Kirgistan, Tadżykistan i Korea Północna).

## Charakterystyka
Węże z tego rodzaju charakteryzują się składanymi zębami jadowymi z przodu górnej szczęki i pionową źrenicą. Jad o działaniu proteolitycznym i antykoagulacyjnym.

## Systematyka

### Etymologia
- Vipera: łac. vipera „żmija”, od vivus „żywy”; pario „urodzić”[20].
- Coluber: łac. coluber „wąż”[21]. Gatunek typowy: Coluber chersea Linnaeus, 1758 (= Coluber berus Linnaeus, 1758).
- Echidna: gr. εχιδνα ekhidna „żmija”[22]. Gatunek typowy: Echidna redi Link, 1806 (= Coluber aspis Linnaeus, 1758).
- Berus: łac. berus, forma od verus „prawdziwy”[23]. Gatunek typowy: Coluber berus Linnaeus, 1758.
- Pelias: w mitologii greckiej Pelias (gr. Πελιας Pelias), syn Tyro i Posejdona, był królem Jolkos w Tesalii[6]. Gatunek typowy: Coluber berus Linnaeus, 1758.
- Chersea: gr. χερσος khersos „jałowa ziemia”[24]. Gatunek typowy: Vipera vulgaris Latreille, 1801 (= Coluber aspis Linnaeus, 1758).
- Ammodytes: gr. αμμος ammos „piasek”[25]; δυτης dutēs „nurek”, od δυω duō „zanurzać się”[26]. Gatunek typowy: Coluber ammodytes Linnaeus, 1758.
- Rhinaspis: gr. ῥις rhis, ῥινος rhinos „nos, pysk”[27]; ασπις aspis „żmija”[28]. Gatunek typowy: Coluber ammodytes Linnaeus, 1758.
- Rhinechis: gr. ῥις rhis, ῥινος rhinos „nos, pysk”[27]; εχις ekhis, εχεως ekheōs „żmija”[26]. Gatunek typowy: Coluber ammodytes Linnaeus, 1758.
- Echidnoides: rodzaj Echidna Link, 1806; gr. -οιδης -oidēs „przypominający”[29]. Gatunek typowy: Vipera trilamina Millet, 1828 (= Coluber berus Linnaeus, 1758).
- Mesocoronis: gr. μεσος mesos „środkowy”[30]; epitet gatunkowy Vipera coronis Reuss, 1925. Gatunek typowy: Vipera coronis Reuss, 1925 (= Coluber berus Linnaeus, 1758).
- Acridophaga: gr. ακρις akris, ακριδος akridos „szarańcza”[31]; -φαγος -phagos „jedzący”, od φαγειν phagein „jeść”[32]. Gatunek typowy: Pelias ursinii Bonaparte, 1835.
- Mesovipera: gr. μεσος mesos „środkowy”[30]; rodzaj Vipera Garsault, 1764. Gatunek  typowy: Coluber aspis Linnaeus, 1758.
- Teleovipera: gr. τελεος teleos „doskonały”[33]; łac. vipera „żmija”, od vivus „żywy”; pario „urodzić”[20]. Gatunek typowy: Coluber ammodytes Linnaeus, 1758.
- Latastea: Fernand Lataste (1847–1934), francuski zoolog[15]. Gatunek typowy: Vipera latasti Bosca, 1878.
- Latasteopara: rodzaj Latastea Reuss, 1929; gr. παρα para „blisko”[34]. Gatunek typowy: Vipera hugyi Schinz, 1833 (= Coluber aspis Linnaeus, 1758).

### Podział systematyczny
Do rodzaju należą następujące gatunki:

- Vipera altaica Tuniyev, Nilson & Andrén, 2010
- Vipera ammodytes (Linnaeus, 1758) – żmija nosoroga[35]
- Vipera anatolica Eiselt & Baran, 1970
- Vipera aspis (Linnaeus, 1758) – żmija żebrowana[36]
- Vipera berus (Linnaeus, 1758) – żmija zygzakowata[35]
- Vipera darevskii Vedmederja, Orlov & Tuniyev, 1986
- Vipera dinniki Nikolsky, 1913
- Vipera eriwanensis (Reuss, 1933)
- Vipera graeca Nilson & Andrén, 1988
- Vipera kaznakovi Nikolsky, 1909 – żmija kaukaska[35]
- Vipera latastei Bosca, 1878 – żmija iberyjska[36]
- Vipera lotievi Nilson, Tuniyev, Orlov, Hoggren & Andren, 1995
- Vipera monticola Saint Girons, 1953
- Vipera nikolskii Vedmederya, Grubant & Rudajewa, 1986
- Vipera orlovi Tuniyev & Ostrovskikh, 2001
- Vipera renardi (Christoph, 1861)
- Vipera sakoi (Tuniyev, Avci, Ilgaz, Olgun, Petrova, Bodrov, Geniez & Teynié, 2018)
- Vipera seoanei Lataste, 1879 – żmija hiszpańska[36]
- Vipera transcaucasiana Boulenger, 1913
- Vipera ursinii (Bonaparte, 1835) – żmija łąkowa[36]
- Vipera walser Ghielmi, Menegon, Marsden, Laddaga & Ursenbacher, 2016